# Daniele Mori
Daniele Mori (Livorno, 28 giugno 1990) è un allenatore di calcio ed ex calciatore italiano, di ruolo difensore, tecnico del Calci 2016.

## Caratteristiche tecniche

### Giocatore
Era un difensore centrale.

## Carriera

### Giocatore

#### Club
Inizia a giocare a calcio nelle giovanili dell'Empoli. Esordisce in Serie B il 23 marzo 2010 in Empoli-Mantova (4-0), subentrando al 76' al posto di Andrea Cupi. Il 31 agosto 2011 viene acquistato in compartecipazione dall'Udinese, che lo lascia in prestito per una stagione alla squadra toscana. Il 22 giugno 2012 viene acquistato a titolo definitivo dalla società friulana. Il 13 luglio le due società si accordano per il rinnovo del prestito.
Alle prese con un grave infortunio al ginocchio sinistro, trascorre l'intera stagione ai margini della rosa. Il 3 luglio 2013 passa in prestito con diritto di riscatto al Novara. Il 30 gennaio 2014 si trasferisce in compartecipazione al Brescia. Esordisce con le rondinelle l'8 marzo in Brescia-Latina (0-2). Il 20 giugno viene riscattato alle buste dall'Udinese. Il 19 agosto 2014 passa in prestito all'Ascoli, in Lega Pro.
Il 27 agosto 2015 si trasferisce in prestito alla Lucchese. Nella sessione invernale di mercato si trasferisce in prestito al Santarcangelo. Dopo aver trascorso una stagione alla Sambenedettese, il 10 luglio 2017 viene tesserato dalla Triestina, in Serie C. Il 30 gennaio 2018 passa in prestito al Gavorrano. Termina la stagione – conclusa con la retrocessione dei minerari in Serie D – con 14 presenze complessive. Dopo aver rescisso il contratto che lo legava alla società alabardata, il 17 luglio torna al Gavorrano, firmando un contratto annuale. Alle prese con numerosi problemi fisici, a fine stagione si ritira dal calcio giocato all'età di 29 anni.

#### Nazionale
Esordisce con la nazionale Under-21 l'8 febbraio 2011 contro l'Inghilterra in amichevole, subentrando al 92' al posto di Federico Macheda. In totale conta 22 presenze nelle selezioni giovanili azzurre. 

### Allenatore
Inizia la carriera da tecnico nel 2019, alla guida delle giovanili del Colline Pisane.

## Statistiche

### Presenze e reti nei club
| Stagione         | Squadra          | Campionato       | Campionato | Campionato | Coppe nazionali | Coppe nazionali | Coppe nazionali | Coppe continentali | Coppe continentali | Coppe continentali | Altre coppe | Altre coppe | Altre coppe | Totale | Totale |
| Stagione         | Squadra          | Comp             | Pres       | Reti       | Comp            | Pres            | Reti            | Comp               | Pres               | Reti               | Comp        | Pres        | Reti        | Pres   | Reti   |
| ---------------- | ---------------- | ---------------- | ---------- | ---------- | --------------- | --------------- | --------------- | ------------------ | ------------------ | ------------------ | ----------- | ----------- | ----------- | ------ | ------ |
| 2009-2010        | Empoli           | B                | 3          | 0          | CI              | 0               | 0               | -                  | -                  | -                  | -           | -           | -           | 3      | 0      |
| 2010-2011        | Empoli           | B                | 21         | 1          | CI              | 1               | 0               | -                  | -                  | -                  | -           | -           | -           | 22     | 1      |
| 2011-2012        | Empoli           | B                | 14         | 1          | CI              | 0               | 0               | -                  | -                  | -                  | -           | -           | -           | 14     | 1      |
| 2012-2013        | Empoli           | B                | 1          | 0          | CI              | 0               | 0               | -                  | -                  | -                  | -           | -           | -           | 2      | 0      |
| Totale Empoli    | Totale Empoli    | Totale Empoli    | 39         | 2          |                 | 1               | 0               |                    | -                  | -                  |             | -           | -           | 40     | 2      |
| 2013-gen. 2014   | Novara           | B                | 12         | 0          | CI              | 0               | 0               | -                  | -                  | -                  | -           | -           | -           | 12     | 0      |
| gen.-giu. 2014   | Brescia          | B                | 1          | 0          | CI              | -               | -               | -                  | -                  | -                  | -           | -           | -           | 1      | 0      |
| 2014-2015        | Ascoli           | LP               | 22+1       | 0          | CI-LP           | 2               | 0               | -                  | -                  | -                  | -           | -           | -           | 25     | 0      |
| 2015-gen. 2016   | Lucchese         | LP               | 7          | 0          | CI-LP           | 0               | 0               | -                  | -                  | -                  | -           | -           | -           | 7      | 0      |
| gen.-giu. 2016   | Santarcangelo    | LP               | 8          | 0          | CI-LP           | 0               | 0               | -                  | -                  | -                  | -           | -           | -           | 8      | 0      |
| 2016-2017        | Sambenedettese   | LP               | 26+2       | 0          | CI-LP           | 0               | 0               | -                  | -                  | -                  | -           | -           | -           | 28     | 0      |
| 2017-gen. 2018   | Triestina        | C                | 2          | 0          | CI-C            | 0               | 0               | -                  | -                  | -                  | -           | -           | -           | 2      | 0      |
| gen.-giu. 2018   | Gavorrano        | C                | 13+1       | 0          | CI-C            | -               | -               | -                  | -                  | -                  | -           | -           | -           | 14     | 0      |
| 2018-2019        | Gavorrano        | D                | 7          | 0          | CI-D            | 2               | 0               | -                  | -                  | -                  | -           | -           | -           | 9      | 0      |
| Totale Gavorrano | Totale Gavorrano | Totale Gavorrano | 20+1       | 0          |                 | 2               | 0               |                    | -                  | -                  |             | -           | -           | 23     | 0      |
| Totale carriera  | Totale carriera  | Totale carriera  | 141        | 2          |                 | 5               | 0               |                    | -                  | -                  |             | -           | -           | 146    | 2      |

### Cronologia presenze e reti in nazionale
| Cronologia completa delle presenze e delle reti in nazionale ― Italia under 21 | Cronologia completa delle presenze e delle reti in nazionale ― Italia under 21 | Cronologia completa delle presenze e delle reti in nazionale ― Italia under 21 | Cronologia completa delle presenze e delle reti in nazionale ― Italia under 21 | Cronologia completa delle presenze e delle reti in nazionale ― Italia under 21 | Cronologia completa delle presenze e delle reti in nazionale ― Italia under 21 | Cronologia completa delle presenze e delle reti in nazionale ― Italia under 21 | Cronologia completa delle presenze e delle reti in nazionale ― Italia under 21 |
| Data                                                                           | Città                                                                          | In casa                                                                        | Risultato                                                                      | Ospiti                                                                         | Competizione                                                                   | Reti                                                                           | Note                                                                           |
| ------------------------------------------------------------------------------ | ------------------------------------------------------------------------------ | ------------------------------------------------------------------------------ | ------------------------------------------------------------------------------ | ------------------------------------------------------------------------------ | ------------------------------------------------------------------------------ | ------------------------------------------------------------------------------ | ------------------------------------------------------------------------------ |
| 8-2-2011                                                                       | Empoli                                                                         | Italia under 21                                                                | 1 – 0                                                                          | Inghilterra under 21                                                           | Amichevole                                                                     | -                                                                              | 92’                                                                            |
| 29-3-2011                                                                      | Kassel                                                                         | Germania under 21                                                              | 2 – 2                                                                          | Italia under 21                                                                | Amichevole                                                                     | -                                                                              |                                                                                |
| 13-4-2011                                                                      | Padova                                                                         | Italia under 21                                                                | 2 – 0                                                                          | Russia under 21                                                                | Amichevole                                                                     | -                                                                              |                                                                                |
| 1-6-2011                                                                       | Tolone                                                                         | Costa d'Avorio under 23                                                        | 0 – 2                                                                          | Italia under 21                                                                | Torneo di Tolone 2011 - 1º turno                                               | -                                                                              | 53’                                                                            |
| 8-6-2011                                                                       | Tolone                                                                         | Francia under 20                                                               | 1 – 0                                                                          | Italia under 21                                                                | Torneo di Tolone 2011 - Semifinale                                             | -                                                                              | 86’                                                                            |
| 10-6-2011                                                                      | Tolone                                                                         | Messico under 20                                                               | 1 – 1 (4 - 5 dtr)                                                              | Italia under 21                                                                | Torneo di Tolone 2011 - Finale 3º posto                                        | -                                                                              |                                                                                |
| 10-8-2011                                                                      | Varese                                                                         | Italia under 21                                                                | 1 – 1                                                                          | Svizzera under 21                                                              | Amichevole                                                                     | -                                                                              | 46’                                                                            |
| Totale                                                                         |                                                                                | Presenze                                                                       | 7                                                                              |                                                                                | Reti                                                                           | 0                                                                              |                                                                                |

### Statistiche da allenatore
Statistiche aggiornate al 29 settembre 2024.
| Stagione        | Squadra         | Campionato      | Campionato | Campionato | Campionato | Campionato | Coppe nazionali | Coppe nazionali | Coppe nazionali | Coppe nazionali | Coppe nazionali | Coppe continentali | Coppe continentali | Coppe continentali | Coppe continentali | Coppe continentali | Altre coppe | Altre coppe | Altre coppe | Altre coppe | Altre coppe | Totale | Totale | Totale | Totale | % Vittorie | Piazzamento |
| Stagione        | Squadra         | Comp            | G          | V          | N          | P          | Comp            | G               | V               | N               | P               | Comp               | G                  | V                  | N                  | P                  | Comp        | G           | V           | N           | P           | G      | V      | N      | P      | %          | Piazzamento |
| --------------- | --------------- | --------------- | ---------- | ---------- | ---------- | ---------- | --------------- | --------------- | --------------- | --------------- | --------------- | ------------------ | ------------------ | ------------------ | ------------------ | ------------------ | ----------- | ----------- | ----------- | ----------- | ----------- | ------ | ------ | ------ | ------ | ---------- | ----------- |
| 2024-2025       | Calci 2016      | 1ª Cat.         | 3          | 0          | 2          | 1          | CT              | 2               | 0               | 1               | 1               | -                  | -                  | -                  | -                  | -                  | -           | -           | -           | -           | -           | 5      | 0      | 3      | 2      | &0,00      | in corso    |
| Totale carriera | Totale carriera | Totale carriera | 3          | 0          | 2          | 1          |                 | 2               | 0               | 1               | 1               |                    | -                  | -                  | -                  | -                  |             | -           | -           | -           | -           | 5      | 0      | 3      | 2      | 0,00       |             |